# 張保

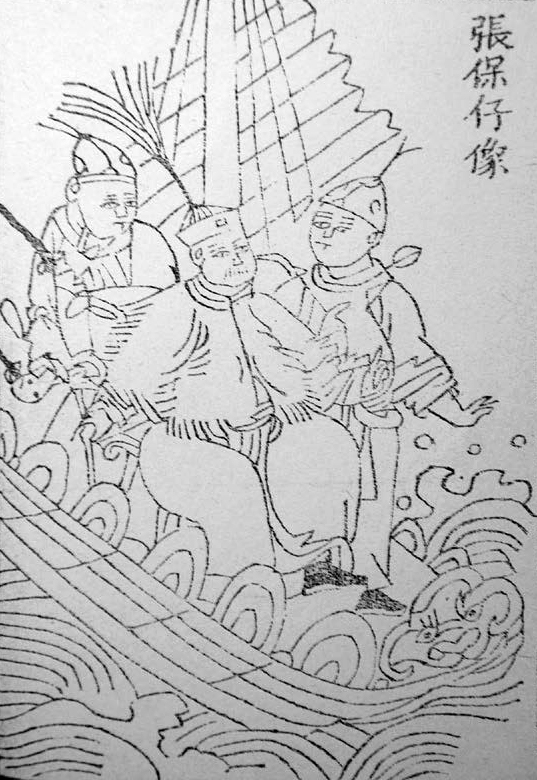
張保仔

張 保（張保仔、Cheung Po Tsai、生年不詳 - 1822年）は、19世紀初の清の代表的海賊の一人。広州府新会県江門鎮の出身。
香港近海を根城とし、最盛期には配下数千人、千隻を超える大船団を従えた大海賊。

## 略歴
漁師の子であったが、15歳の時、大海賊の鄭一に拉致されて海賊の一員となる。美少年であった張保仔は鄭一に気に入られ、程なくして頭目に取り立てられる。鄭一の死後はその妻の石陽（鄭一嫂、ていいっそう）の信任を受けて鄭一の組織を継承。紅い旗を旗印にしたことから紅旗幇と呼ばれた集団を率い、艇盗の乱（ていとうのらん）の頃南シナ海で最大の勢力として広東沿岸一帯にかけて活動した。
しかし自身が大変貧しい家の出であった張保仔は貧乏人には食料や金品を与え、子分には貧乏人からの略奪を禁じるなどした事から、庶民からは貧しい人を救済した義賊として人気があった。
1810年、両広総督の百齢の海賊鎮圧策の前に降伏。海賊組織は解散させられたが、張保仔は武官として取り立てられ、1822年に没している。
張保仔の財宝の隠し場所であったという「張保洞」は長洲島の観光名所だが、これ以外にも香港には張保仔に関わる史跡が多数残っている。張保仔の紅旗幇の艦船の乗組員となったのは香港海域の漁民である可能性が高く、この地域の漁民からは現在でも慕われている。

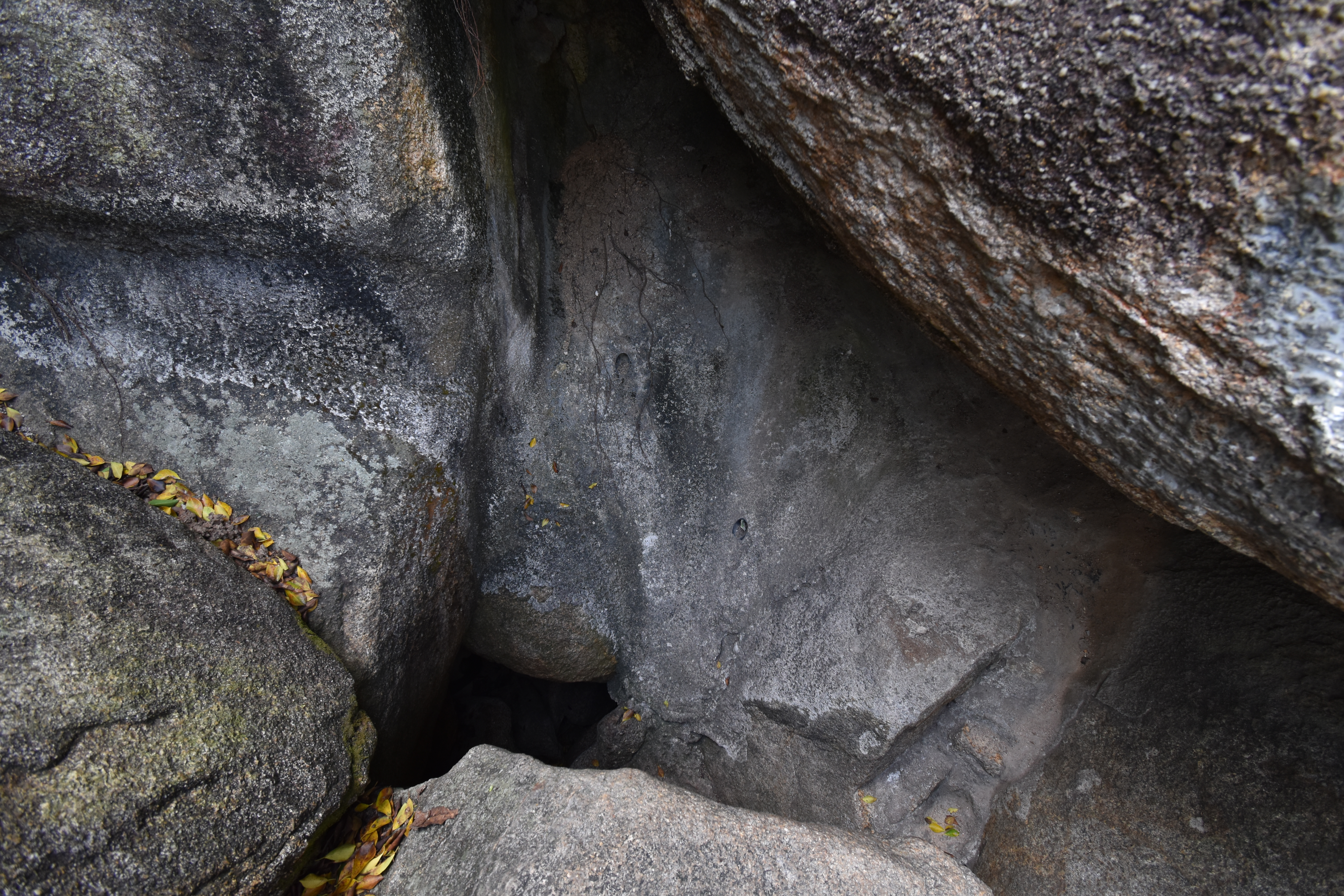
張保洞

ビクトリア・ピークの香港名「扯旗山」は、張保仔が自旗を掲げたことからその名が付いたというし、そのビクトリア・ピークに至る「張保仔旧道」も現存している。

## 関連作品
張保仔が主人公の香港映画に『大海盗』(1973)、『武状元張保仔』(1993)、『怒海侠盗(張保仔)』(1994)がある。
1994年の香港映画『ワンス・アポン・ア・タイム・イン・チャイナ V/天地撃攘』（原題：黄飛鴻之五: 龍城殲覇）に主人公黄飛鴻（ウォン・フェイホン）の敵として登場する。
2007年の米国映画『パイレーツ・オブ・カリビアン/ワールド・エンド』 において、選ばれし9人の“伝説の海賊”の1人である中国人海賊の長サオ・フェン（演：チョウ・ユンファ）のモデルとされている。
日本の尾田栄一郎による漫画、『ONE PIECE』に登場する海賊スクラッチメン・アプーのモデルであるとされている。